# Envigne
L'Envigne est un cours d'eau français qui coule dans le département de la Vienne en région Nouvelle-Aquitaine. C'est un affluent de la Vienne en rive gauche, donc un sous-affluent de la Loire.

## Géographie
D'une longueur de 32,3 kilomètres, l'Envigne naît sur le territoire de la commune de Chouppes, à trois kilomètres au nord de Mirebeau. Sa direction générale va d'ouest en est. Elle se jette dans la Vienne, à Châtellerault (rive gauche).

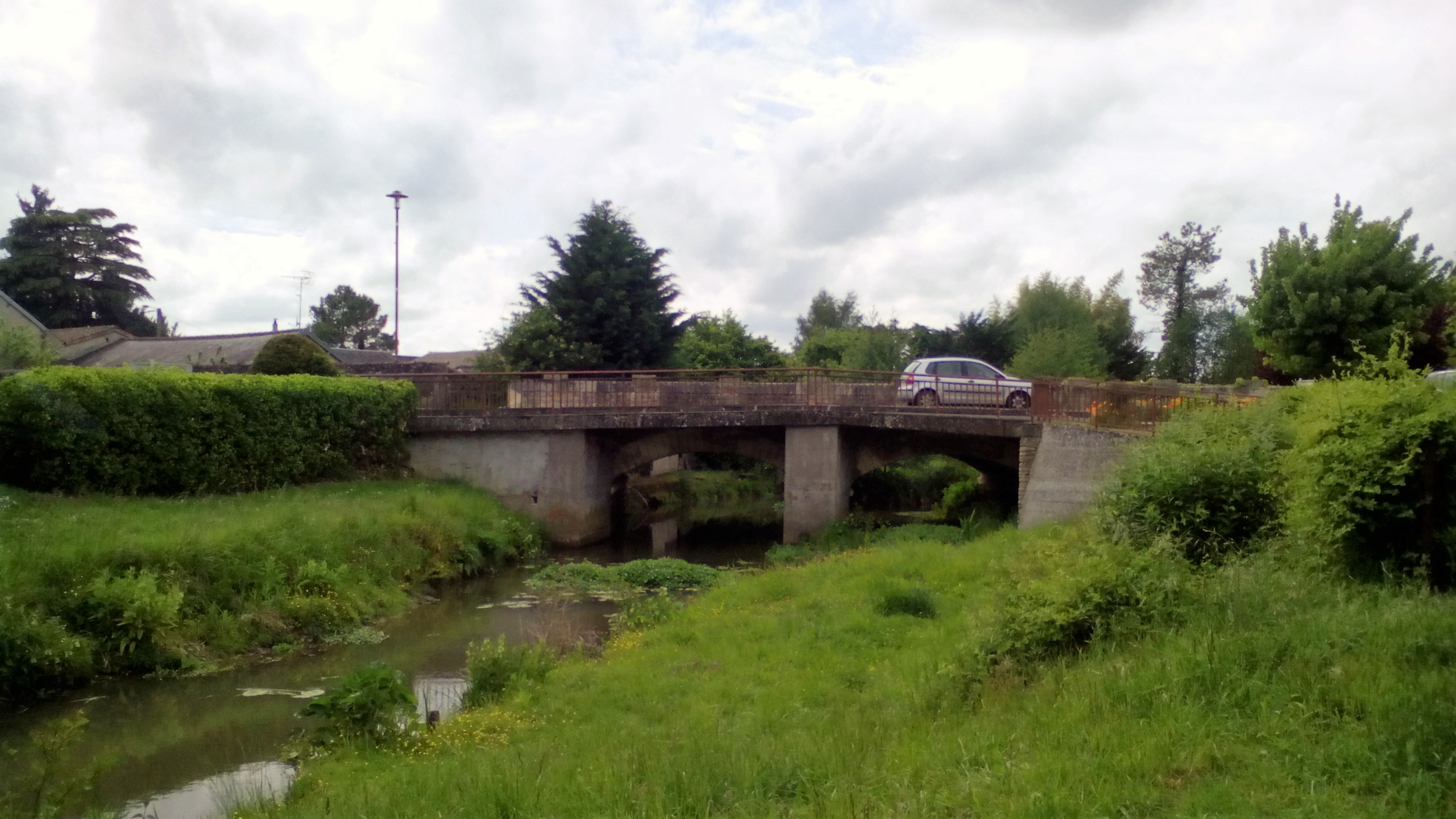
Le pont sur l'Envigne à Lencloître.

### Communes traversées
L'Envigne traverse les treize communes suivantes :
- Chouppes, Coussay, Doussay, Cernay, Lencloître, Saint-Genest-d'Ambière, Marigny-Brizay, Ouzilly, Colombiers, Scorbé-Clairvaux, Naintré, Thuré et Châtellerault, toutes situées dans le département de la Vienne.

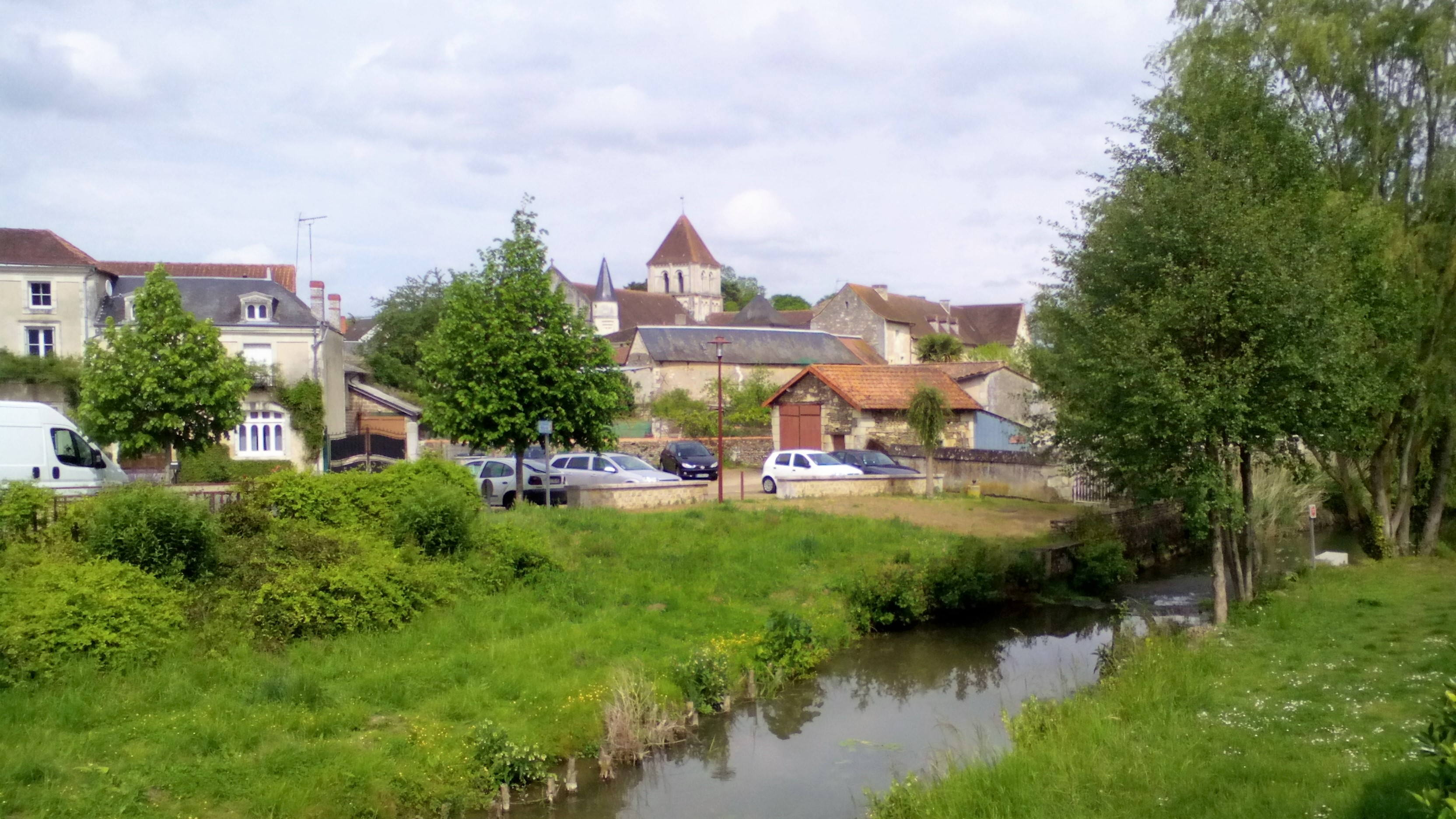
La commune de Lencloître traversée par la rivière l'Envigne.

## Affluents
- La Fontpoise, affluent de l'Envigne et sous-affluent de la  Vienne sépare les communes de Lencloître et Saint-Genest-d'Ambière.

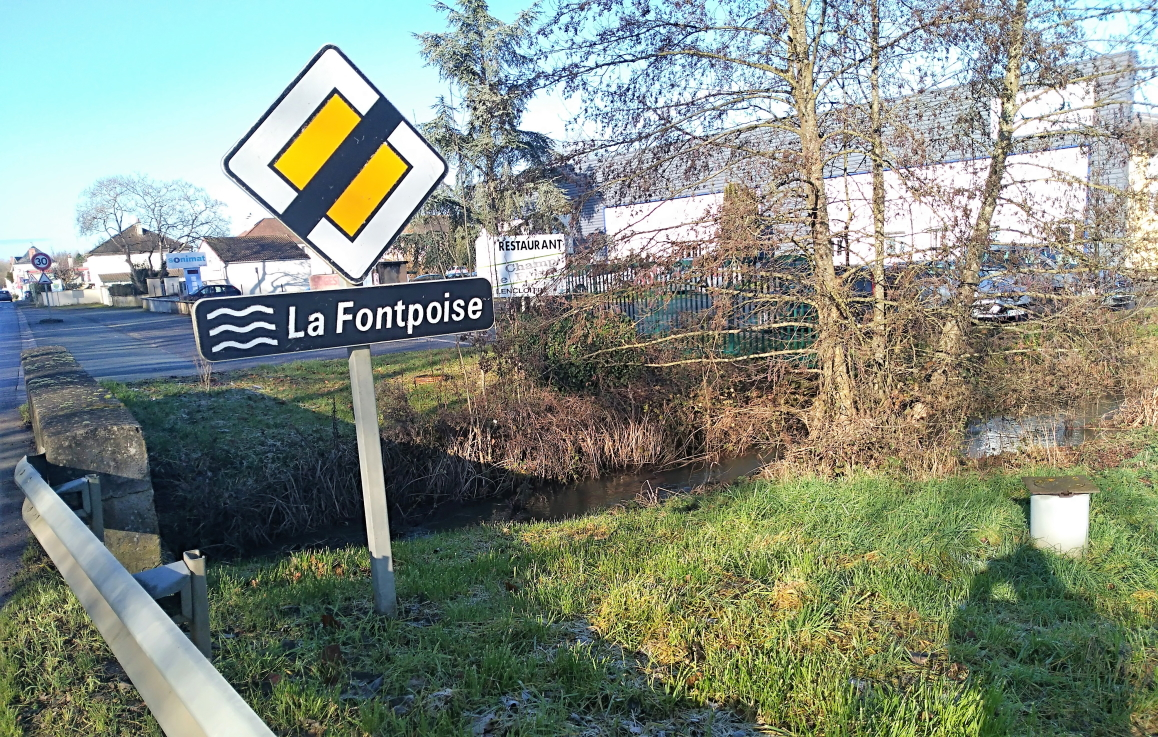
La Fontpoise entre Lencloître et Saint-Genest-d'Ambière.

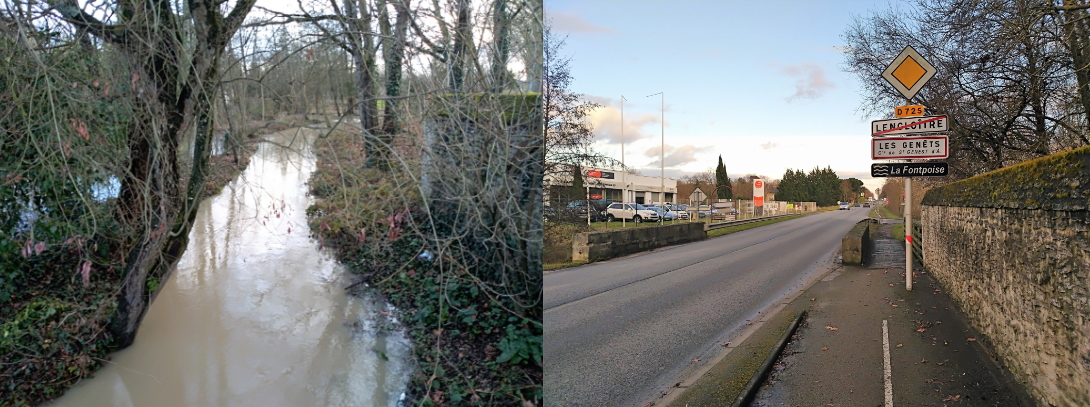
Crue de la Fontpoise en janvier 2017 entre Lencloître et Saint-Genest-d'Ambière.

## Hydrologie
L'Envigne est une rivière fort peu fournie. 

### L'Envigne à Thuré
Son débit a été observé pendant une période de 41 ans (1968-2008), à Thuré, localité du département de la Vienne, située tout près du confluent avec la Vienne. Le bassin versant de la rivière est de 242 km2, c'est-à-dire sa quasi-totalité.
Le module de la rivière à Thuré est de 0,738 m3/s.
L'Envigne présente des fluctuations saisonnières de débit importantes. Les hautes eaux ont lieu en hiver et s'accompagnent de débits mensuels moyens de 1,28 et 1,59 m3/s, de janvier à mars inclus (maximum en janvier). Dès avril, le débit chute sérieusement puis la baisse se poursuit doucement, jusqu'aux basses eaux d'été-automne qui se produisent de juillet à octobre inclus, avec une baisse du débit moyen mensuel allant jusque 0,191 m3/s au mois d'août (191 litres par seconde), ce qui est très acceptable et nullement sévère.

### Étiage ou basses eaux
Pour ce qui concerne les étiages, le VCN3 peut tomber à 0,001 m3/s en cas de période quinquennale sèche, soit un litre par seconde, ce qui est très sévère, le cours d'eau tombant ainsi presque à sec. De même le QMNA peut tomber alors à 0,005 m3/s.

### Crues
D'autre part les crues ne sont guère importantes, du moins comparées à la moyenne des affluents de la Loire et plus particulièrement de la Vienne, et ce étant donné la très faible pluviosité dans le bassin et la nature des sols de ce dernier. Les QIX 2 et QIX 5 valent respectivement 7 et 11 m3/s. Le QIX 10 vaut 14 m3/s, tandis que le QIX 20 se monte à 16 m3/s. Quant au QIX 50, il n'a pas été publié.
Le débit instantané maximal enregistré à Thuré a été de 18,4 m3/s le 29 décembre 1999, tandis que la valeur journalière maximale était de 11,5 m3/s le 27 mai 1971. En comparant le premier de ces chiffres aux valeurs des différents QIX de la rivière, il apparaît que cette crue était largement supérieure à la crue vicennale définie par le QIX 20 et donc assez
exceptionnelle.

### Lame d'eau et débit spécifique
La lame d'eau écoulée dans le bassin de l'Envigne est de 95 millimètres annuellement, ce qui est très médiocre, plus de trois fois inférieur à la moyenne d'ensemble de la France, et deux fois et demi moindre que l'ensemble du bassin versant de la Loire (244 millimètres par an). Le débit spécifique (ou Qsp) atteint 3,0 litres par seconde et par kilomètre carré de bassin.